# Kereki
Kereki là một thị trấn thuộc hạt Somogy, Hungary. Thị trấn này có diện tích 14,43 km², dân số năm 2010 là 571 người, mật độ 40 người/km².